# Voie
Die Voie, auch Voye, war ein französisches Brennholz- und Kohlenmaß und entsprach einer Fuhre bei Steinkohlen.
In Paris hatte diese gehäuft 15 und gestrichen 12 Hektoliter. Das Maß wurde auch für Gips und Steine genutzt. Die Voie war mit Breite = 5 Fuß × Höhe = 4 Fuß × Scheitlänge = 3 ½ Fuß als Pariser Fuhre (eine von vier verschiedenen) für Brennholz festgelegt. Die Fuhre Holzkohlen war 2 Hektoliter oder 1/5 Kubikmeter groß.
- Brennholz Bruchsteine 1 Voie = 4 Pariser Kubikfuß = 1/7 Kubikmeter.
- Gips 1 Voie = 12 Säcke = 2 Setier = 24 Boisseaux = 312 Liter
- Steinkohlen 1 Voie = 90 Boisseaux = 59.020,2 Pariser Kubikzoll = 1170,75 Liter

Das frühere alte Steinkohlenmaß Voie wurde in 15 Minots geteilt, auch in Demi-Minots (halber Minot).